# Liên đoàn võ thuật cổ truyền Việt Nam
Liên đoàn Võ thuật Cổ truyền Việt Nam là cơ quan có nhiệm vụ tập hợp và quản lý hoạt động võ cổ truyền Việt Nam tại Việt Nam.

## Lịch sử

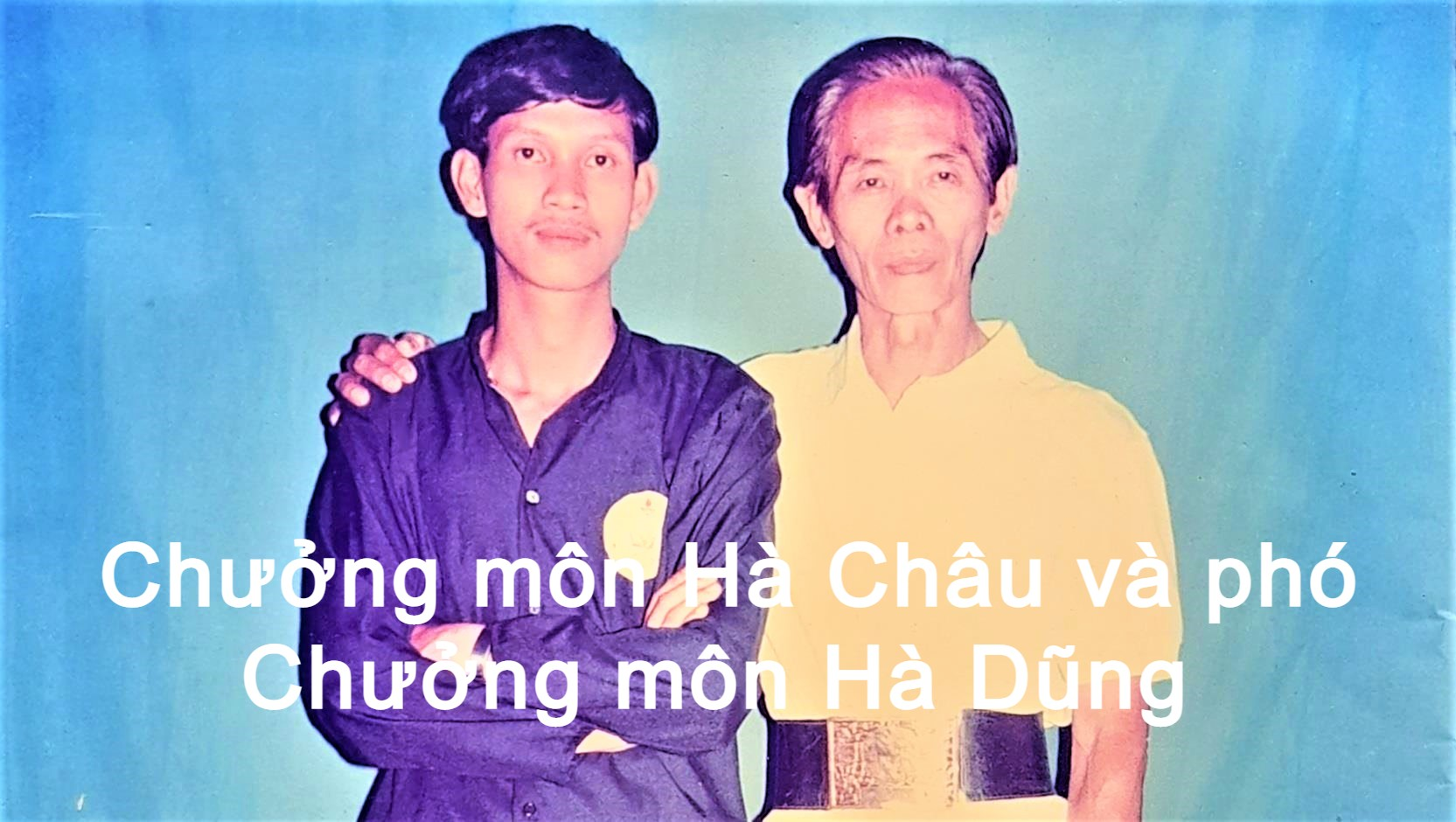
Chưởng môn Hà Châu và phó chưởng môn Hà Dũng, môn phái Hồng Gia quyền. Môn phái này là thành viên của Liên đoàn Võ thuật Cổ truyền Việt Nam.

Sau sự kiện 30 tháng 4 năm 1975, một thời gian Những hoạt động võ thuật tại Việt Nam bị hạn chế và chỉ đến thời kỳ Đổi mới mới phục hồi trở lại. Ngày 19 tháng 8 năm 1991, xét đề nghị của Ban vận động thành lập Liên đoàn võ thuật cổ truyền Việt Nam và ý kiến của Bộ Văn hoá, Thông tin và Thể thao, Phó Chủ tịch Nguyễn Khánh đã thay mặt Hội đồng Bộ trưởng nước Cộng hòa Xã hội Chủ nghĩa Việt Nam ký quyết định cho phép thành lập Liên đoàn võ thuật cổ truyền Việt Nam. Theo quyết định này, Liên đoàn được thành lập năm 1991 và trực thuộc Ủy ban Thể dục Thể thao của nước Cộng hòa Xã hội chủ nghĩa Việt Nam, tự lo liệu mọi chi phí và phương tiện hoạt động.

## Hoạt động
Từ khi thành lập, Liên đoàn võ thuật cổ truyền Việt Nam đã tổ chức nhiều hội nghị quy tụ các võ sư, các nhà chuyên môn, các huấn luyện viên trong cả nước bàn bạc thống nhất và đưa ra được 10 bài quyền và binh khí thống nhất trong chương trình kiểm tra thi lên đai của môn võ cổ truyền Việt Nam, bao gồm Bát quái côn, Độc lư thương, Hùng kê quyền, Huỳnh long độc kiếm, Lão hổ thượng sơn, Lão mai quyền, Ngọc trản ngân đài, Roi Thái Sơn, Siêu xung thiên và Tứ linh đao. Liên đoàn cũng có những bước đầu quy tụ được các môn phái cổ truyền và các võ sư của các môn phái Võ thuật Việt Nam trong và ngoài nước khi tổ chức các lễ hội, giao lưu, hội thi võ thuật cổ truyền, từng bước kiếm một bản sắc dân tộc để tiến tới xây dựng một nền quốc võ.